# Шеврези-Монсо
Шеврези́-Монсо́ (фр. Chevresis-Monceau) — коммуна во Франции, находится в регионе Пикардия. Департамент коммуны — Эна. Входит в состав кантона Рибмон. Округ коммуны — Сен-Кантен.
Код INSEE коммуны — 02184.

## Население
Население коммуны на 2010 год составляло 356 человек.
| 1962 | 1968 | 1975 | 1982 | 1990 | 1999 | 2010 |
| ---- | ---- | ---- | ---- | ---- | ---- | ---- |
| 367  | 340  | 327  | 313  | 348  | 368  | 356  |

## Экономика
В 2010 году среди 191 человека трудоспособного возраста (15—64 лет) 137 были экономически активными, 54 — неактивными (показатель активности — 71,7 %, в 1999 году было 69,3 %). Из 137 активных жителей работали 109 человек (60 мужчин и 49 женщин), безработных было 28 (15 мужчин и 13 женщин). Среди 54 неактивных 9 человек были учениками или студентами, 21 — пенсионерами, 24 были неактивными по другим причинам.